# Platysenta variata
Platysenta variata là một loài bướm đêm trong họ Noctuidae.